# Højrevendte fladfisk
Højrevendte fladfisk (Pleuronectidae) er en familie, som også kaldes flynderfamilien eller Rødspættefamilien. Selvom fiskearterne tilhører familien højrevendte fladfisk, udelukker det ikke at en større procentdel af fiskearten har begge øjne på venstre side.
Familien indeholder mange kendte fisk f.eks.:
- Skrubbe Platichthys flesus
- Rødspætte Pleuronectes platessa
- Hellefisk Reinhardtius hippoglossoides
- Helleflynder Hippoglossus hippoglossus